# Lukas Jungwirth
Lukas Jungwirth (* 30. April 2004 in Linz) ist ein österreichischer Fußballtorwart.

## Karriere

### Verein
Jungwirth begann seine Karriere bei der TSU Wartberg/Aist. Im Jänner 2015 wechselte er in die Jugend des LASK. Zur Saison 2018/19 kam er in die AKA Linz. Im Juni 2020 stand er gegen den FC Wacker Innsbruck erstmals im Kader seines Stammklubs FC Juniors OÖ. Im Juli 2020 debütierte er für die Juniors in der 2. Liga, als er am 29. Spieltag der Saison 2019/20 gegen den FC Liefering in der Startelf stand. Durch jenen Einsatz wurde der Torhüter zum ersten Spieler in der zweithöchsten österreichischen Spielklasse, der im Jahr 2004 geboren wurde. Für die Juniors kam er zu 13 Zweitligaeinsätzen, ehe sich das Team nach der Saison 2021/22 aus der 2. Liga zurückzog.
Im Jänner 2023 rückte er in den Bundesligakader des LASK. Im Mai 2023 wurde sein Vertrag bis 2026 verlängert. In eineinhalb Jahren bei den Profis des LASK kam er aber nie zum Einsatz. Zur Saison 2024/25 wurde er daher auf Kooperationsbasis an den Zweitligisten Admira Wacker verliehen.

### Nationalmannschaft
Jungwirth spielte im November 2018 erstmals für eine österreichische Jugendnationalauswahl. Im September 2021 debütierte er gegen Tschechien für die U-18-Mannschaft.